# Краљевина Ломбардија-Венеција
Краљевина Ломбардија-Венеција успостављена је према одлуци Бечког конгреса 9. јула 1815. Краљевина је ушла у састав Краљевине Италије 1866.
Бечки конгрес је комбиновао територије Ломбардије (којима је владала Аустрија 1713—1796) и територије Венеције (под влашћу Аустрије од 1797). Краљевином је владала Хабзбуршка династија, са прекидом од годину и по 1848—1849. Аустријски цар Фрањо I Аустријски је владао од 1815. до 1835. Од 1835. до 1848. владао је аустријски цар Фердинанд I Аустријски.
Револуција је избила 18. марта 1848. (Пет дана Милана). Аустријанци су побегли из Милана, који је 22. марта 1848. постао главни град Ломбардијске привремене владе. Само дан после тога у Венецији је подигнут устанак 23. марта 1848. Истерали су Аустријанце и формирали Привремену владу Венеције. Краљ Пијемонта и Савоја Карло Алберт од Сардиније сматрао је да је дошао тренутак уједињења Италије и прогласио је Аустрији рат. Аустријски маршал Јозеф Радецки поразио га је у бици код Кустоце 24. јула 1848. Јозеф Радецки је брзо повратио контролу над целом Ломбардијом изузев Венеције. Милано је заузео 6. августа 1848. У Венецији је била проглашена република. Карло Алберт од Сардиније је поново поражен од Радецког у бици код Новаре 23. марта 1849. Аустријска војска је заузела Венецију 24. августа 1849.
Аустријски цар Фрањо Јосиф I владао је краљевством од 1849. до присаједињења Венеције Италији 1866. Ломбардија је присаједињена Италији 1859. после Француско-аустријског рата.